# Stenus gravidus
Stenus gravidus är en skalbaggsart som beskrevs av Thomas Casey. Stenus gravidus ingår i släktet Stenus och familjen kortvingar. Inga underarter finns listade i Catalogue of Life.